# Афрасіяб
Афрасіяб (авест. Fraŋrasyan; пехл. Frāsiyāv; перс. افراسياب; тадж. Афросиёб) — згідно іранської міфології міфічний цар Турану, який тимчасово захопив владу в Ірані. Аль-Біруні вважав його одним з перших правителів Хорезму. Ймовірно тотожній вождю турів (массагетів) Франграсьяну, що за бактрійськими насками (усними переказами) вів тривалу війну з каві Хаушравою. Перетворення на Афрасіяба відбулося після захоплення Бактрії перським царем Киром II, після чого відбулося персеїзація «Авести».